# Márcia Mendes
Márcia Mendes (Três Lagoas, 9 de dezembro de 1946 — Rio de Janeiro, 6 de julho de 1979) foi uma atriz, jornalista e apresentadora de televisão brasileira.

## Carreira
Em 19 de maio de 1975 apresentou, junto com Carlos Campbell, o recém-criado telejornal Amanhã, até 1977. No mesmo ano, a dupla Márcia Mendes e Carlos Campbell continuou no programa Fantástico. Atuou também como apresentadora de jornalismo no Jornal Hoje, da Rede Globo, e foi casada com o ator Marcos Paulo, de 1976 a 1977. Foi a primeira mulher a apresentar o Jornal Nacional, em 8 de março de 1972. Morreu aos 32 anos, com um profundo quadro de Leucemia.

## Vida Pessoal
Foi casada em primeiras núpcias com o diretor Marcos Paulo e em segundas com o modelo Paolo Rosani, este último marido entrou em depressão após a morte dela e provavelmente suicidou-se pulando do seu apartamento em São Paulo no dia 14 de julho de 1982, o que foi noticiado pela imprensa.

## Trabalhos na televisão
- Jornal Hoje
- Jornal Nacional
- Fantástico
- Amanhã

## Filmografia
- Beto Rockfeller (1970)
- Delícias do Sexo (1980)